# Sibling
Een sibling is Engels voor een broer of zus, een kind van hetzelfde ouderpaar. Het woord sibling is verwant aan de Oudgermaanse term sibbe. De Duitse taal kent hiervoor het woord Geschwister. De term is genderneutraal, en omvat dus een kind van dezelfde ouders waarbij het gender in het midden blijft. Daarmee kan het ook om een non-binair kind gaan. In het Nederlands is er geen equivalente genderneutrale term, al gebruiken sommige zorgorganisaties soms de term 'brussen' of 'brusjes' als het gaat om 'siblings' van iemand die zorg nodig heeft vanwege een chronische ziekte, verstandelijke beperking, lichamelijke handicap of ernstige psychische aandoening.
De term 'sibling' wordt in de humane wetenschappen, in het bijzonder in de psychologie en antropologie, gebruikt om verwantschap uit te drukken. 
Het belang van siblings verschilt per afstammingssysteem. In westerse samenlevingen domineert de personal kindred, een vorm van bilaterale afstamming waarbij alleen volle siblings behoren tot dezelfde kindred als ego, een bepaalde persoon waarvan de verwantschap beschreven wordt. Waar bij unilineaire afstamming – hierbij is óf de familie van vaderszijde óf die van moederszijde bepalend – de afstammingsgroep blijft bestaan als leden sterven, verdwijnt de personal kindred op dat moment. Er is dan ook geen sprake van een verwantschapsgroep met bijbehorende rechten en plichten, maar van een netwerk.
De andere vorm van bilaterale afstamming is descending kindred waarbij uit wordt gegaan van voorouders of voorouderparen en hun afstammelingen. Dit is ook het geval bij unilineaire afstamming, alleen domineert hier de afstammingsgroep van de vader (patrilineaire afstamming) of de moeder (matrilineaire afstamming). In deze samenlevingen spelen naast de siblings ook parallel en cross cousins een rol, de kinderen van siblings van gelijke sekse en van ongelijke sekse. Zo wordt binnen de Iroquois-verwantschap onderscheid gemaakt tussen huwbare cross cousins en onhuwbare siblings en parallel cousins. Hawaïaanse verwantschap ziet juist geen onderscheid tussen deze groepen en beschouwt iedereen in dezelfde generatie als broer of zus.